# Иж-2125
Иж-2125 «Ко́мби» — советский и российский автомобиль, выпускавшийся с 1973 по 1997 год на Ижевском автомобильном заводе, на базе легкового автомобиля Москвич-412. Первый советский автомобиль с кузовом типа «лифтбэк».
В 1982 году был модернизирован и выпускался до 1997 года под обозначением Иж-21251 «Ко́мби».

## История создания
Во второй половине 1960-х годов в Европе наметился рост интереса к практичным автомобилям с кузовами хетчбэк и лифтбэк, особенно после появления модели Renault 16, названной Автомобилем 1966 года в Европе и на длительный срок установившей стандарты для этого класса. Эти автомобили были более практичны для индивидуального владельца по сравнению с универсалами, при этом по грузоподъёмности и — в особенности — удобству погрузки и выгрузки багажа превосходили традиционные седаны. В Европе начала 1970-х годов многие производители предлагали подобные модели, особенно популярны они оказались во Франции.
В конце шестидесятых годов над разработкой подобной модели начали работать конструкторы недавно созданного Ижевского автозавода. Новая модель получила обозначение Иж-2125 (она же — «Иж-Комби») и пошла в серию в 1973 году.
За основу была взята уже освоенная в Ижевске модель Москвич-412 с сохранением широкой унификации. Основные заметные внешне изменения коснулись задней части кузова. Отдельный багажник «Москвича» был заменён на объединённый с салоном грузовой отсек с дверью задка, открывающейся вверх. Была также изменена форма рамки задних дверей. Помимо этого, была изменена и силовая структура кузова — передние и задние лонжероны были объединены дополнительными усилителями днища, образовав интегрированную в кузов раму со сплошными лонжеронами от переднего бампера до заднего. Такую же конструкцию имели и кузова ижевских пикапов Иж-2715. Также автомобиль получил усиленные рессоры для повышения грузоподъёмности и трансформируемый задний ряд сидений.
Опытные образцы имели решётки радиатора от серийных седанов, но в серию «Комби» пошёл со своим оригинальным оформлением передка с вертикальными фонарями, включавшими в себя габаритные огни и вертикальные поворотники по бокам от фар, которые изначально на всех автомобилях были прямоугольными, производства ГДР, — даже после того, как примерно в 1973-74 году ими перестали комплектовать другие модели «Иж». Это оформление отчасти напоминало ряд прототипов серии «3-5», построенных на АЗЛК в те годы.

## Название
Тип кузова автомобиля обозначался как комби или «грузопассажирский пятидверный». Название «комби», «комби-лимузин» происходит из немецкоязычной терминологии и означает в оригинале любой автомобиль с дверью в задней стенке кузова.
Строго говоря, хетчбэком, как его пытаются классифировать в наше время, Иж-2125 не был, так как этот термин подразумевает укороченный относительно седана и универсала задний свес, а у «Комби» он был практически таким же, как у базовой модели с кузовом седан. Не случайно эта модель официально обозначалась именно как комби, хотя термин хетчбэк уже был известен в те годы. Ю. А. Долматовский в книге «Беседы об автомобиле» (1976) определяет кузов типа комби, как подобный универсалу, но отличающийся от него «более наклонной задней стенкой».
Более точно кузов этого автомобиля описывает до недавнего времени малоупотребимый в России термин «лифтбэк».
Также, учитывая наличие у него «уступа» на задней двери, его можно было бы классифицировать как «нотчбэк», так как хетчбэки и лифтбэки с такой формой задней части в Европе иногда называют именно нотчбэк (примеры автомобилей с подобной формой кузова — хетчбэки на базе Ford Escort (1980), Sierra (1982) и Scorpio (1985), SAAB 900 (1978) и Volvo 340 (1976). Фирма Ford такие кузова именует официально Aeroback.

## Модернизации

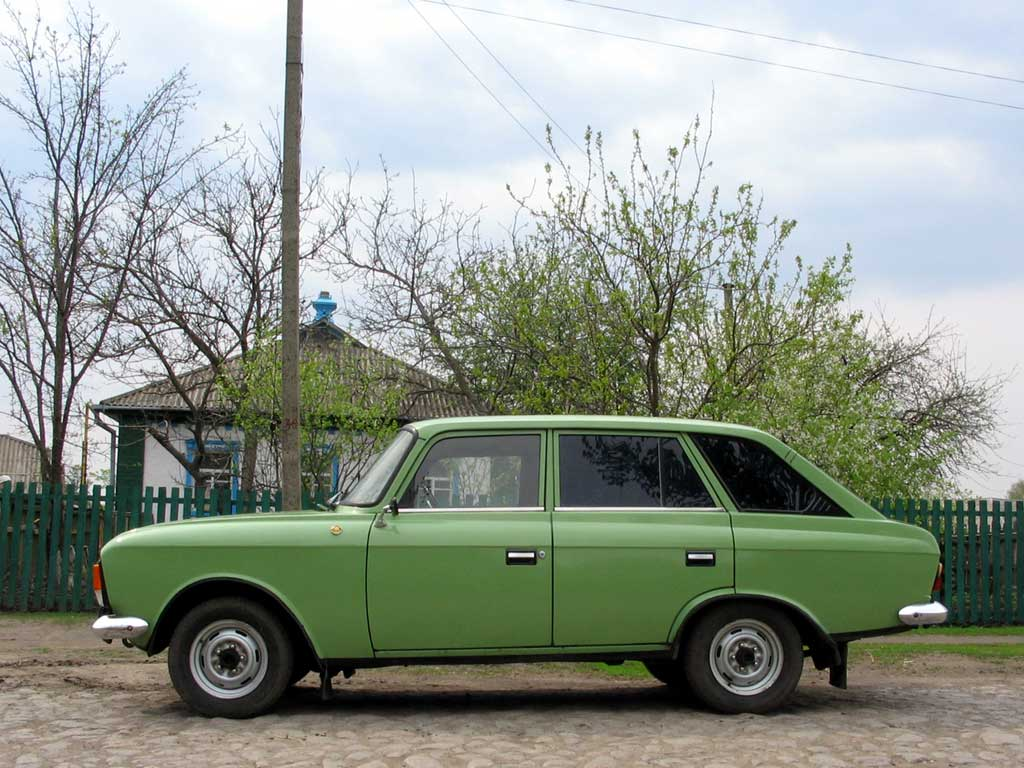
Иж-21251

Фальшрешётка Иж-2125 «Комби» c 1973 до 1982 года

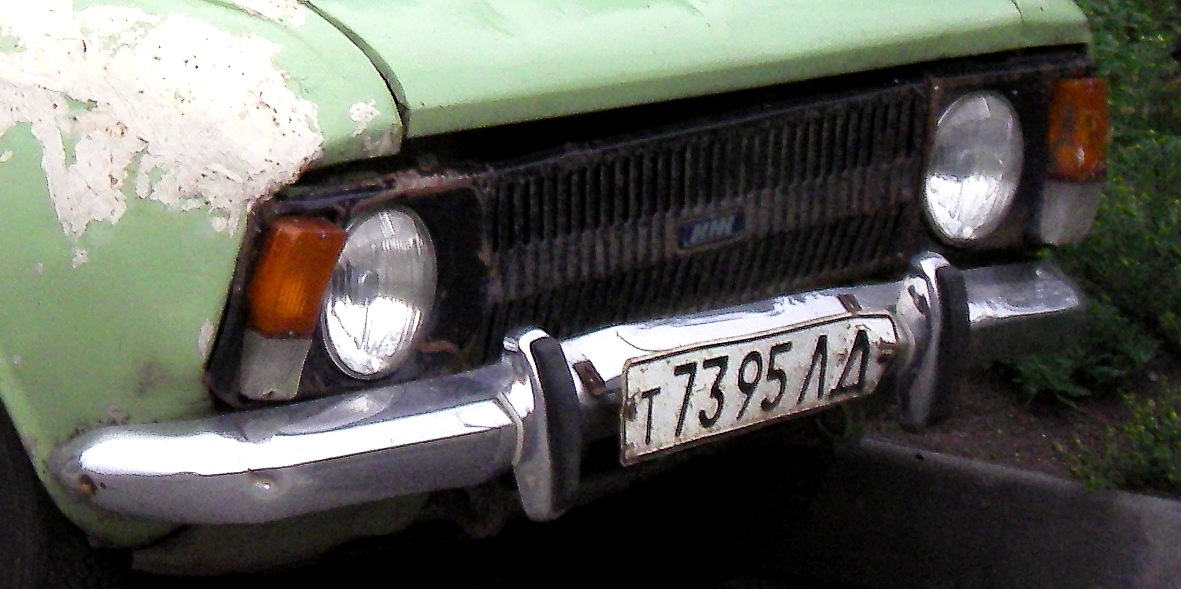
Фальшрешётка Иж-21251 «Комби» и M-412ИЭ — с 1982 года

В 1970-е годы встал вопрос о модернизации выпускаемой автомобильной продукции Ижмаша. Пока шла подготовка к производству нового поколения перспективных автомобилей Иж-19 (2126), выпускавшиеся автомобили типа Москвич-412 и Иж-2125 морально устарели. Это ещё было простительно утилитарным «коммерческим» автомобилям типа Иж-2715, но легковые автомобили должны были быть более совершенными. Тем более, что на том же АЗЛК, имея схожую ситуацию с задержкой производства нового поколения «Москвичей» (2141), выпускавшуюся модель «412» глубоко модернизировали (Москвич-2140).
Однако АЗЛК подчинялся Минавтопрому, тогда как Ижмаш принадлежал Миноборонпрому, в результате чего «гражданскую продукцию» весьма не жаловали. Конечно, о глубокой модернизации, подобной столичным «Москвичам», с новыми кузовными панелями, не могло идти и речи. Предстояла менее существенная модернизация, касающаяся больше технической стороны автомобиля. Первые опытные образцы модернизированного Иж-21251 появились в конце 1970-х. Ручки на дверях стали утопленными в двери, аналогичными Москвичу-2140, и на опытных автомобилях они располагались на том же месте, и только на серийных автомобилях сместились немного вниз. Опытный образец получил новую фальшрешётку, но с теми же ФЕРовскими прямоугольными фарами. Однако с началом серийного выпуска с ними заводу пришлось расстаться. Сказывался их дефицит, к тому времени ими периодически оснащали даже автобусы ЛАЗ. Лишь модификации для экспорта предполагалось оснащать этими фарами.
По опыту АЗЛК, создавшего ориентированную в первую очередь на внешние рынки модель повышенной комфортности 2140 SL, в начале 1980-х годов Ижевским автомобильным заводом была создана люксовая версия «Комби» — Иж-21251 SL. Она отличалась от базовой модели облицовкой передка с прямоугольными фарами и щёточными фароочистителями, спойлером на крышке багажника, хромированными вставками в уплотнителе стёкол, оригинальным оформлением колпаков колёс, улучшенным оформлением салона. В серию не пошёл.
С 1982 по 1997 год выпускался модернизированный вариант, обозначавшийся Иж-21251, получивший передние дисковые тормоза вместо барабанных, раздельный привод передних и задних тормозов, новую электропроводку, отличался иным внешним видом — утопленные в филёнки дверей сильно заниженные ручки, тёмная решётка радиатора с круглыми фарами (в рекламе автоэкспорта тех лет встречается вариант с прямоугольными), упрощённое оформление с меньшим количеством хрома (на лобовом и заднем стекле обычные резиновые уплотнители без хрома), в 1986 году появилось остекление передних дверей без поворотных «форточек» (показано на фотографии), с 1993 года бампера стали окрашиваться в цвет кузова.
Кроме того, по мере производства в конструкцию автомобиля постоянно вносились более или менее существенные улучшения, так, с 1980 года автомобиль комплектовался вакуумным усилителем тормозов вместо гидровакуумного. Эти изменения были распространены также и на другие модели, выпускавшиеся заводом: седаны М-412, фургон Иж-2715 и пикап Иж-27151.

## В автоспорте
Иж-2125 использовался в советском автоспорте. В частности, в зимних трековых гонках, ралли, автокроссе, кольцевых автогонках.
В 1978 году Константин Антропов выиграл на модели ралли «Русская зима» финальный этап Кубка Дружбы социалистических стран по ралли, главного раллийного турнира стран СЭВ. Также на этой модели он финишировал в этой международной гонке вторым в 1977 году и пятым в 1976 году. Кроме того, в 1981 году он занял на «ИЖ-Комби» второе место в престижной «Гонке звёзд» по зимним трековым автогонкам на призы журнала «За рулём».

## В игровой и сувенирной индустрии
Масштабная модель в масштабе 1:43 производится на саратовском заводе «Агат», ныне «Моссар». До 1987 года имела на днище номер А12. С 1997 по 2012 выпускается без номера.
Модель также была выпущена издательским домом «Де Агостини» в серии Автолегенды СССР: Иж-2125 в выпуске № 54, дата выхода — 1 марта 2011 года; Иж-21251 в выпуске № 134, дата выхода — 2 апреля 2014 года.
26 Декабря 2019 года была выпущена в масштабе 1:24, в № 50 журнальной серии «Легендарные советские атомобили» от издательского дома «Ашет коллекция».

## Галерея

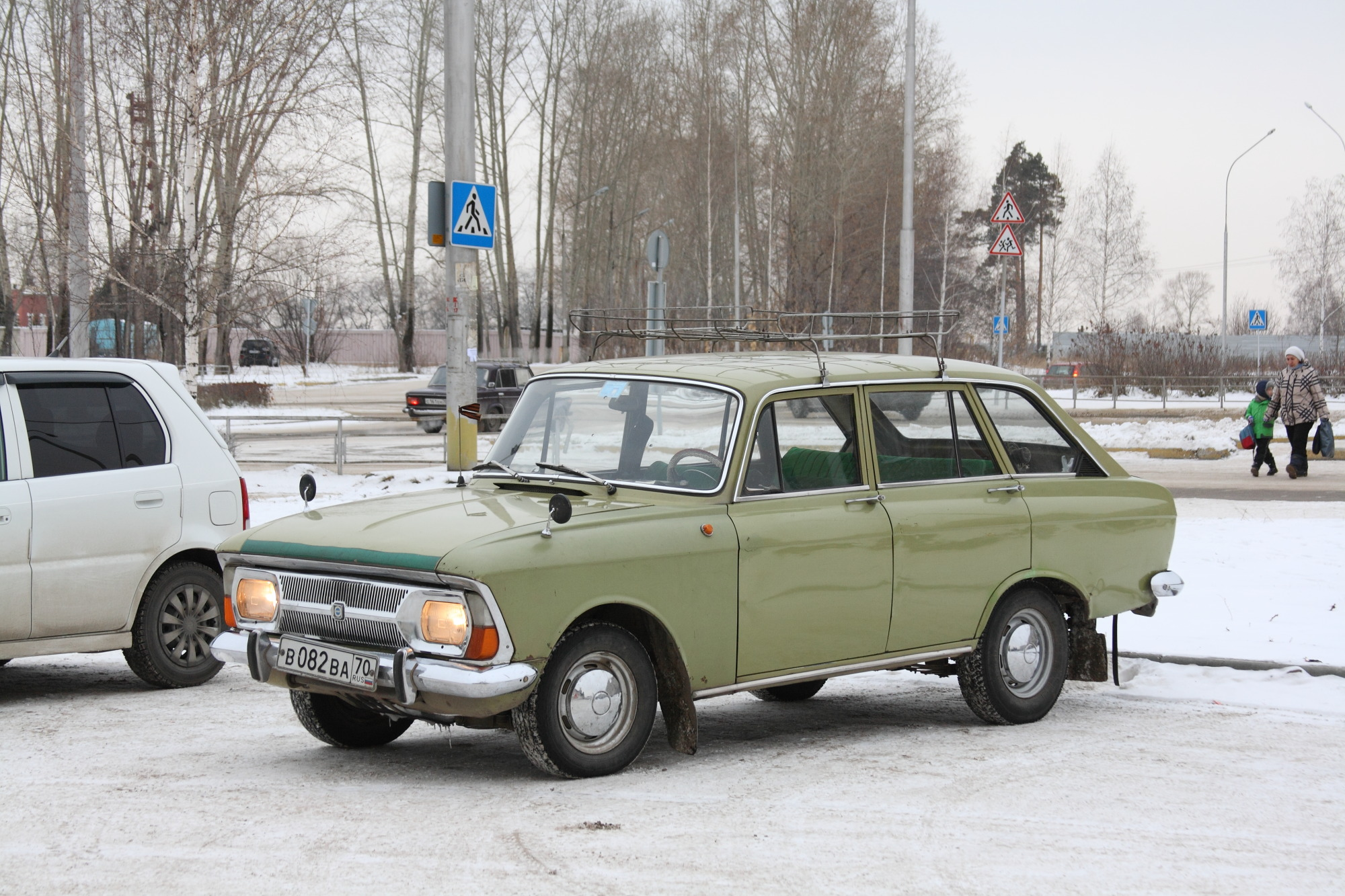
Иж-2125 в 2012 году
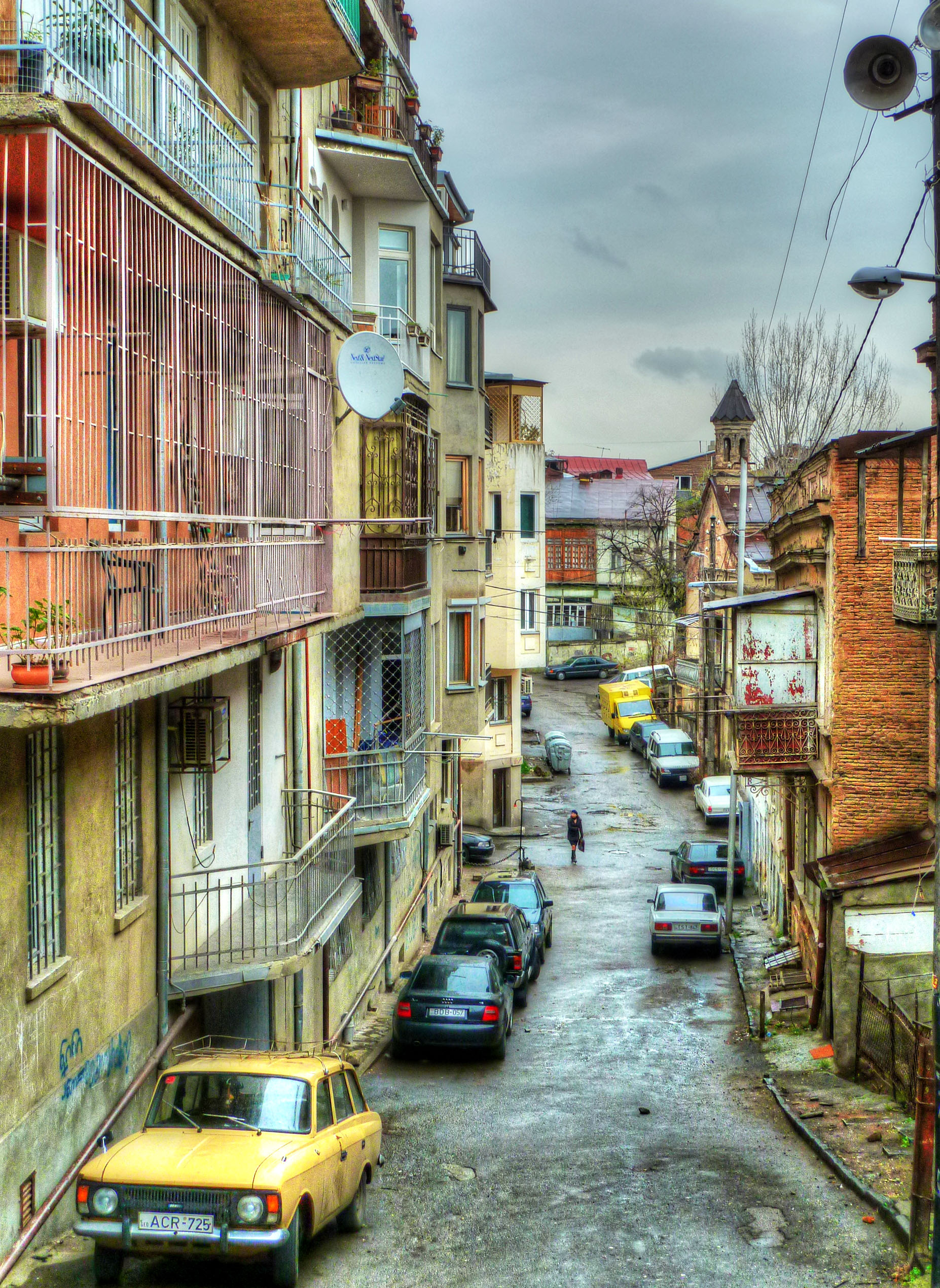
Иж-2125 в Тбилиси, Грузия
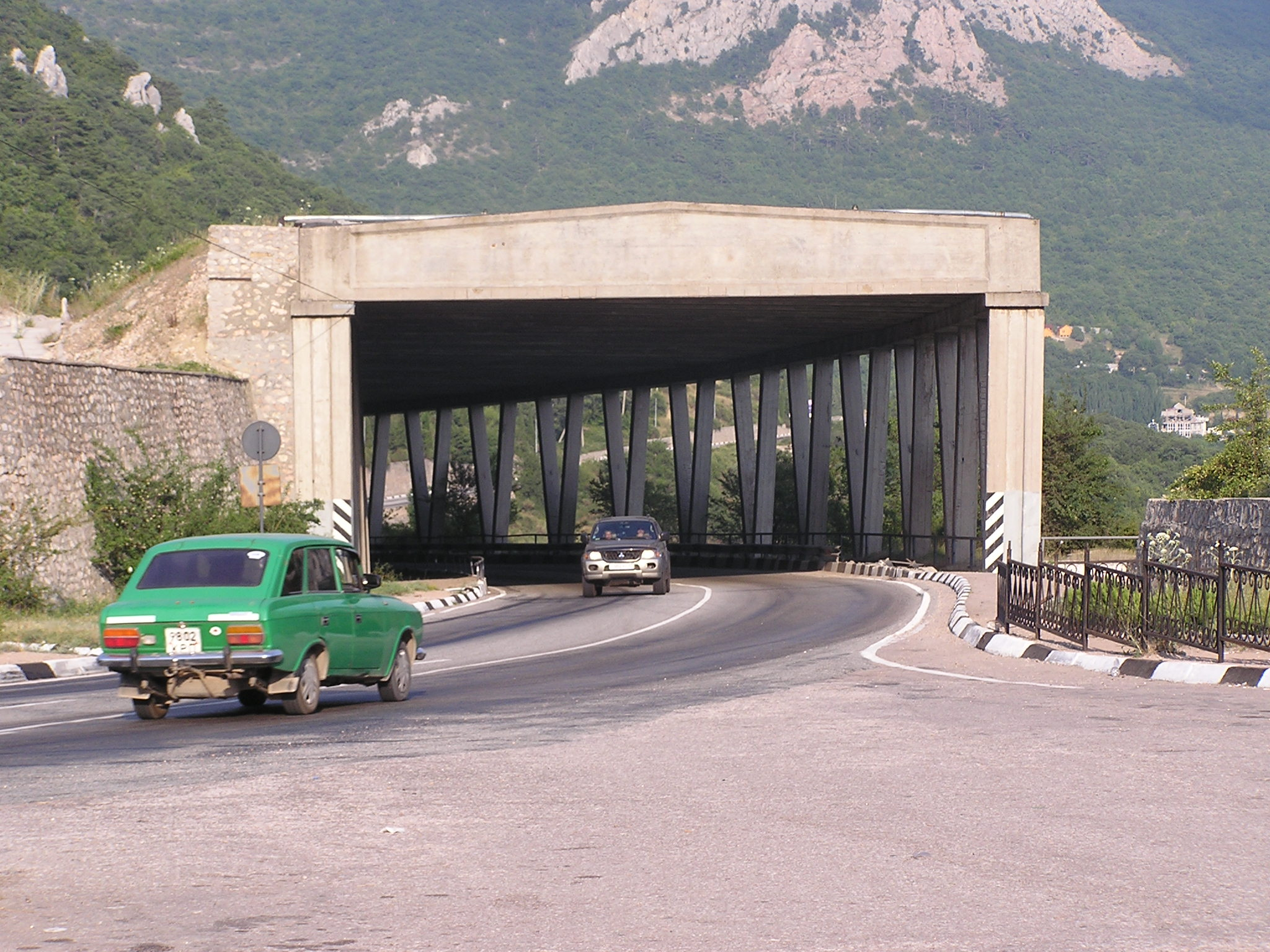
Иж-21251, Ласпинский перевал
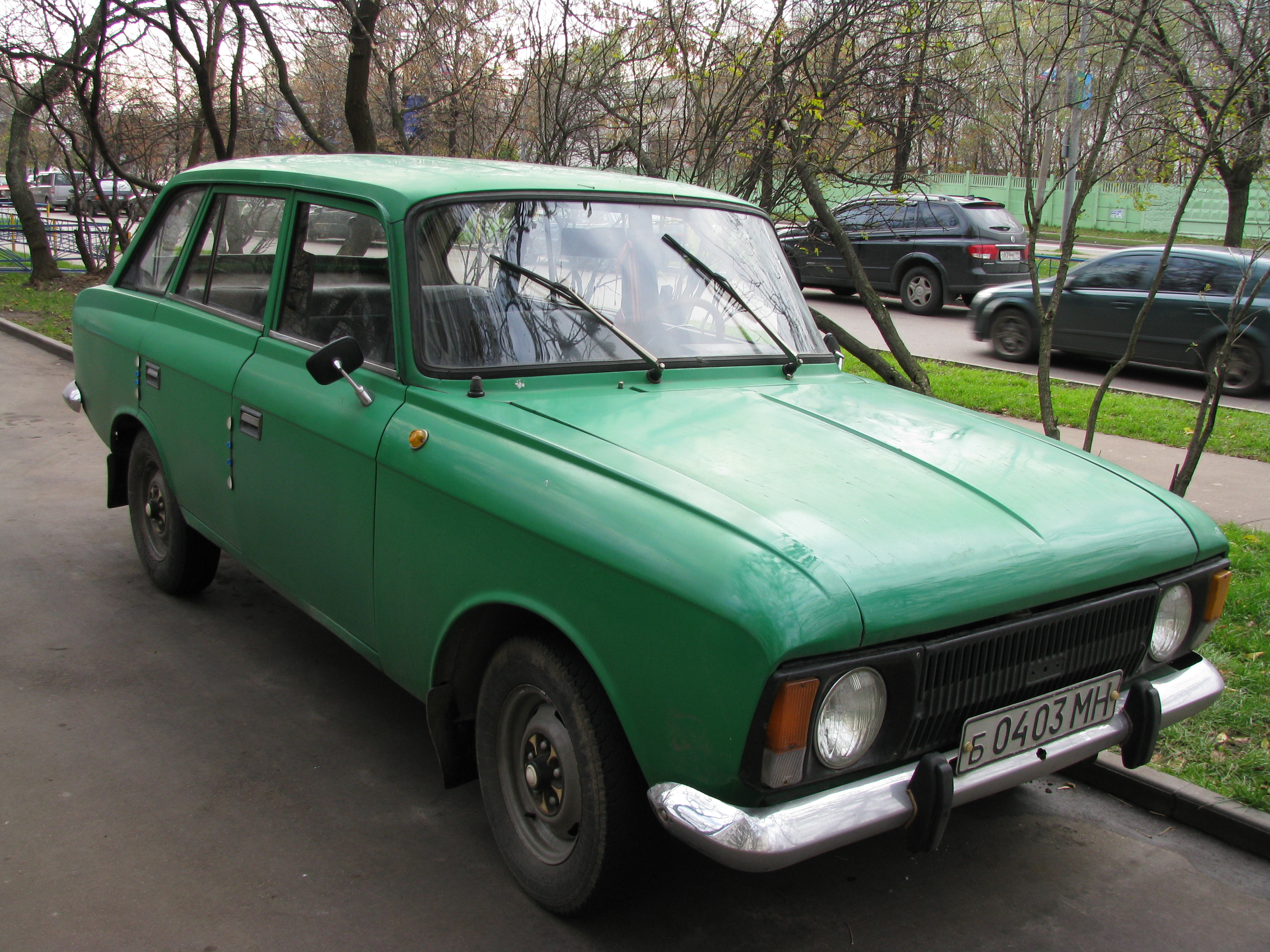
Иж-21251 в 2012 году
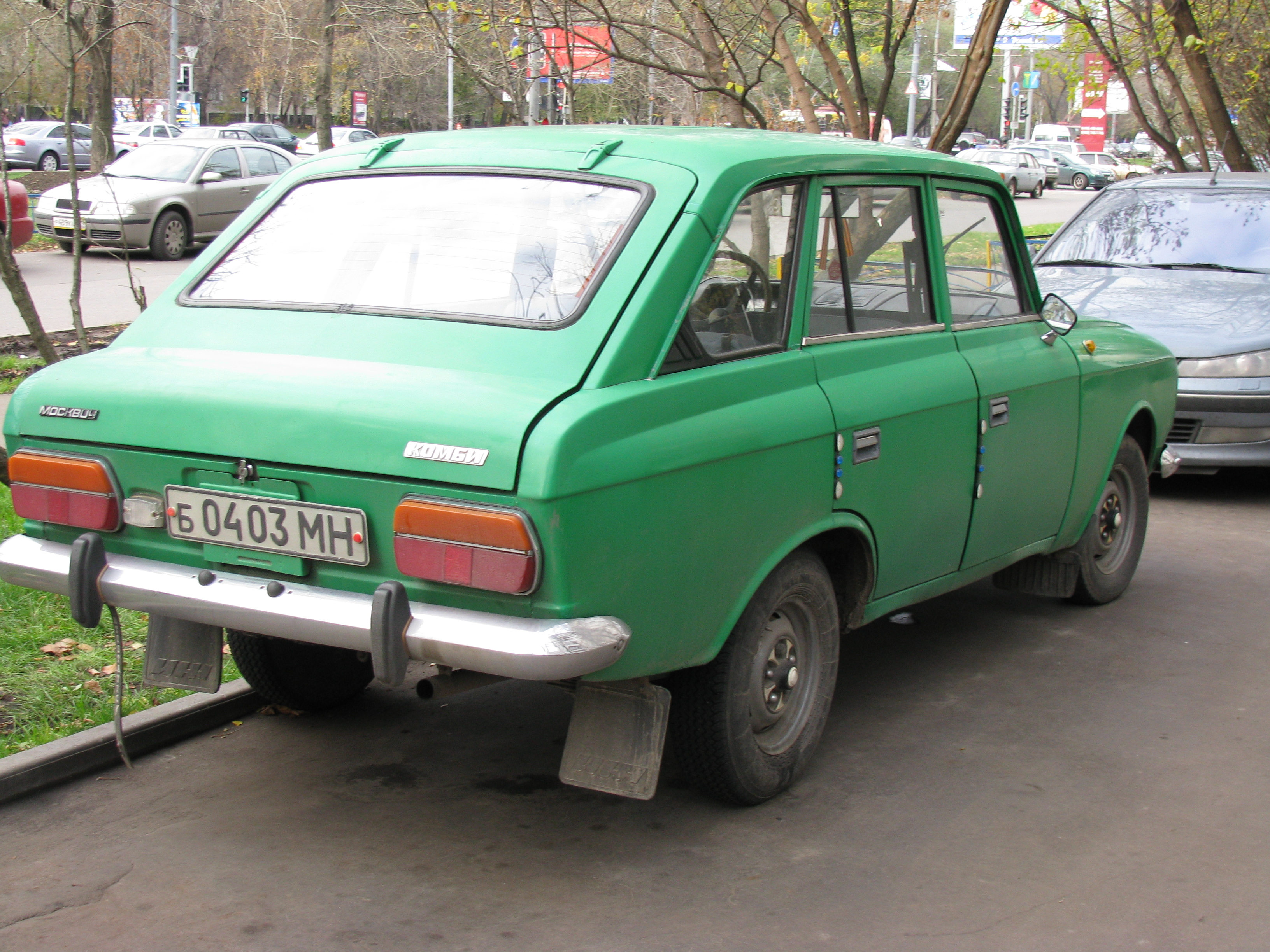
Иж-21251 (сзади)